# Einsatz in Hamburg
Einsatz in Hamburg, nota in origine come Jenny Berlin è una serie televisiva tedesca di genere poliziesco, ideata da Richard Reitinger e prodotta dal 2000 sl 2013 da Network Movie Film e Objektiv Film per la ZDF.  Protagonista della serie, nel ruolo di Jenny Berlin, è l'attrice Aglaia Szyszkowitz; altri interpreti principali sono Hannes Hellmann e Rainer Strecker.
La serie si compone di 15 episodi in formato di film TV. Il primo episodio, intitolato Tod am Meer, venne trasmesso in prima visione il 28 ottobre 2000; l'ultimo, intitolato Mord an Bord, venne trasmesso in prima visione 9 febbraio 2013.
I primi due episodi della serie vennero trasmessi con il titolo Jenny Berlin.

## Trama
Jenny Berlin, commissario in un distretto di polizia di Amburgo, si occupa di risolvere i casi assieme ai colleghi Hannes Wolfer e Volker Brehm.

## Episodi
| Nr | Titolo originale      | Titolo italiano | Prima TV Germania | Prima TV Italia |
| -- | --------------------- | --------------- | ----------------- | --------------- |
| 1  | Tod am Meer           |                 | 28 ottobre 2000   | inedito         |
| 2  | Ende der Angst        |                 | 18 novembre 2000  | inedito         |
| 3  | Rückkehr des Teufels  |                 | 21 settembre 2002 | inedito         |
| 4  | Stunde der Warheit    |                 | 12 ottobre 2002   | inedito         |
| 5  | Bei Liebe Mord        |                 | 25 settembre 2004 | inedito         |
| 6  | Superzahl: Mord       |                 | 9 aprile 2005     | inedito         |
| 7  | Mord auf Rezept       |                 | 27 maggio 2006    | inedito         |
| 8  | Mord nach Mitternacht |                 | 19 maggio 2007    | inedito         |
| 9  | Die letzte Prüfung    |                 | 22 settembre 2007 | inedito         |
| 10 | Ein sauberer Mord     |                 | 3 maggio 2008     | inedito         |
| 11 | Tödliches Spiel       |                 | 20 settembre 2008 | inedito         |
| 12 | Tödliches Vertrauen   |                 | 19 maggio 2009    | inedito         |
| 13 | Rot wie der Tod       |                 | 9 ottobre 2010    | inedito         |
| 14 | Der Tote an der Elbe  |                 | 27 agosto 2011    | inedito         |
| 15 | Mord an Bord          |                 | 9 febbraio 2013   | inedito         |

## Personaggi e interpreti
- Commissario Jenny Berlin, interpretata da Aglaia Szyszkowitz (ep. 1-15)[1][4]
- Commissario Capo Hannes Wolfer, interpretato da Hannes Wolfer (ep. 1-15)[1][4]
- Commissario Volker Brehm, interpretato da Volker Brehm (ep. 1-15)[1][4]
- Dott.ssa Helga Dunkel, interpretata da Victoria Trautmansdorff (7 episodi) [1][4]